# Alagoinha (kommun i Brasilien, Pernambuco)
Alagoinha är en kommun i Brasilien.   Den ligger i delstaten Pernambuco, i den östra delen av landet, 1 500 km nordost om huvudstaden Brasília. Antalet invånare är 13 761.
Omgivningarna runt Alagoinha är huvudsakligen savann. Runt Alagoinha är det ganska glesbefolkat, med 45 invånare per kvadratkilometer.